# Cryptocentrus maudae
Cryptocentrus maudae är en fiskart som beskrevs av Fowler, 1937. Cryptocentrus maudae ingår i släktet Cryptocentrus och familjen smörbultsfiskar. Inga underarter finns listade i Catalogue of Life.